# Bertiera spicata
Bertiera spicata là một loài thực vật có hoa trong họ Thiến thảo. Loài này được (C.F.Gaertn.) K.Schum. mô tả khoa học đầu tiên năm 1897.